# Chinamax
Con Chinamax si indicano delle dimensioni standard che permettono alle navi che le rispettano di poter operare alla massima capacità in diversi porti della Cina. Tali navi possono poi operare, oltre che nei predetti porti, anche in tutti i luoghi dove sono presenti delle infrastrutture dette Chinamax-compatibili. Pertanto questo limite è sempre riferito alle infrastrutture e dimensioni dei porti e non alle vie d'acqua quali il Canale di Panama o di Suez. Il nome di questa tipologia di nave deriva dal grandissimo trasporto di minerali verso la Cina da diverse località del mondo.
Le dimensioni massime delle navi Chinamax sono le seguenti: pescaggio massimo 24 m (79 ft), larghezza massima 65 m (213 ft) e lunghezza massima fuori tutto di 360 m (1.180 ft). Il tonnellaggio di portata lorda di una Chinamax si aggira tra le 380.000 e le 400.000 DWT. La società mineraria brasiliana Vale S.A. sta attualmente costruendo 35 navi VLOC (Very Large Ore Carrier) che avranno un DWT di questa grandezza alle quali ci si riferisce come navi tipo Valemax. Anche la società Berge Bulk ha ordinato quattro navi di questo tipo.